# ویدا اسلامیه
ویدا اسلامیه (متولد ۱۳۴۶) مترجم ایرانی است که بیشتر شهرتش بخاطر ترجمه مجموعه کتاب‌های هری پاتر است.
ترجمه‌های او توسط انتشارات تندیس منتشر می‌شود. این انتشارات که عمده فعالیت‌اش در زمینه نشر کتاب‌های هری پاتر است، برای انتشار دو کتاب آخر هری پاتر در ایران با ناشر اصلی آن بلومزبری هماهنگی کرده و مجوز رسمی آن را کسب کرده‌است∗. اما از آنجا که قانون کپی‌رایت در ایران به رسمیت شناخته نمی‌شود، ترجمه‌های متعددی از کتاب‌های هری پاتر در بازار ایران وجود دارد.

## زندگی‌نامه
ویدا اسلامیه زاده سال ۱۳۴۶ شمسی است. او فارغ‌التحصیل رشته مترجمی زبان انگلیسی از دانشگاه آزاد اسلامی است. ویدا اسلامیه ازدواج کرده و یک دختر دارد.
او از سال ۱۳۷۰ ترجمه می‌کند. اولین ترجمه‌هایش را با داستان‌های آگاتا کریستی شروع کرد. مدتی مشغول کار ویراستاری بود، تا این‌که ترجمه کتاب‌های هری پاتر را آغاز کرد. اسلامیه علاوه بر سری هری پاتر کتاب‌های زیادی را در حوزه روان‌شناسی ترجمه کرده‌است.

## آثار ترجمه‌شده
1. قتل در آسمان (آگاتا کریستی)
2. هری پاتر و تالار اسرار (حفره اسرار آمیز)
3. هری پاتر و زندانی آزکابان
4. هری پاتر و جام آتش
5. هری پاتر و محفل ققنوس
6. هری پاتر و شاهزاده دورگه
7. هری پاتر و یادگاران مرگ
8. دروازه داستان‌های هری پاتر
9. جی.کی.رولینگ، جادوگری در پس چهره هری پاتر
10. کوییدیچ در گذر زمان
11. جانوران شگفت‌انگیز و زیستگاه آنها
12. قصه‌های بیدل نقال
13. خلأ موقت (خلأ ناگهانی)
14. آوای فاخته
15. کرم ابریشم
16. رد پای شیطانی (شغل شیطانی)
17. هری پاتر و فرزند نفرین‌شده
18. خوابگرد (شارلوت آمسترانگ)
19. آواز سپیده دم (م‌ـ فونگ هو)
20. خانه عقرب (نانسی فارمر)
21. مترجم بیماری‌ها (جان پلامیری)
22. مردانه بازی کن، زنانه پیروز باش (گیل راونرز)
23. گفت‌وگو با خدا برای نوجوانان (نیل دانل والس)
24. سفر به باغ مقدس (دکتر هنگ وسلمن)
25. ۳۶۵ روش برای آرامش جسم، ذهن و روح
26. پندراگن - کتاب اول: تاجر مرگ
27. پندراگن - کتاب دوم: فار، شهر گمشده
28. پندراگن - کتاب چهارم: ویروس واقعیت
29. پندراگن - کتاب پنجم: آب سیاه
30. پندراگون- کتاب ششم: رودهای زادا
31. سپیدی مرگبار (سفیدی کشنده)
32. خون خراب (خونِ مشکل‌دار - خون آشفته)

## ترجمه‌های هری پاتر
ویدا اسلامیه اولین بار ترجمه کتاب‌های هری پاتر را با ترجمه هری پاتر و زندانی آزکابان تجربه کرد. به گفته خود او∗، از متن آن خوشش آمد و به ترجمه بقیه کتاب‌های این مجموعه پرداخت. کتاب هری پاتر و سنگ جادو را او تنها ویرایش کرد.

ویدا اسلامیه می‌گوید∗
هری پاتر شخصیت جذاب و با مزه‌ای دارد که آدم خود به خود به طرفش کشیده می‌شود، یک بچه جادوگر یتیم. با یک دوست واقع‌گرا و درس‌خوان و یک دوست ماجراجو و بزن‌بهادر؛ که اگر هر کدامشان نباشند، داستان یک چیزی کم دارد!